# Península de Guanahacabibes
La península de Guanahacabibes es el punto más occidental en la isla de Cuba. Está situada en la provincia de Pinar del Río, en el municipio de Sandino y está escasamente poblada. Las aguas alrededor de la península son importantes caladeros de langosta espinosa y huachinango. También ostenta la categoría de Reserva de la biosfera, catalogada por la UNESCO en 1987. Su extremo occidental, el cabo San Antonio, es el punto más occidental de Cuba.
Su situación en las aguas abiertas del golfo de México la hace vulnerable a los huracanes. El área fue severamente afectada por el Huracán Iván en 2004 y el Huracán Wilma en 2005.

## Conservación
El parque nacional Guanahacabibes en la península es una de las más grandes reservas naturales del país y está separado del resto de la isla por llanuras de arena blanca donde se encuentra una de las áreas más grandes a la orilla de lagos de Cuba. Un área relativamente pequeña contiene unos 100 lagos, así como también los más grandes y puros campos de arena sílica, que es un 99,8% pura. El turismo de naturaleza es una atracción principal en el parque nacional de 398,26 km². El área está habitada por 172 especies de aves pertenecientes a 42 familias, 11 de las cuales son endémicas y 84 son migratorias. Los expertos también creen que 4 de las 7 especies de tortugas marinas que viven en el planeta han sobrevivido en la península de Guanahacabibes. La costa también contiene arrecifes de coral conservados, estando la costa norte cubierta por los cayos e islas del oeste del archipiélago de los Colorados.
La península fue uno de los últimos refugios de aborígenes que huían de los conquistadores españoles y también tiene unos 140 yacimientos arqueológicos vinculados con la vida de los aborígenes, que eran conocidos como guanajatabeyes.